# Coullemelle
 Coullemelle  es una población y comuna francesa, en la región de Picardía, departamento de Somme, en el distrito de Montdidier y cantón de Ailly-sur-Noye.

## Demografía
| 291 | 270 | 213 | 215 | 230 | 236 |
| Para los censos de 1962 a 1999 la población legal corresponde a la población sin duplicidades (Fuente: INSEE [Consultar]) |     |     |     |     |     |